# Too Little Too Late
Too Little Too Late ist ein Pop/R&B-Song der US-Sängerin JoJo. Er wurde 2006 als Single aus ihrem zweiten Studioalbum „The High Road“ ausgekoppelt. Komponisten und Produzenten waren Billy Steinberg und Josh Alexander.

## Inhalt
Der Song handelt von einer in die Brüche gegangene Beziehung des Protagonisten mit dessen Partner bzw. Freundin. Der Song wird aus der Sichtweise der Freundin wiedergegeben, die dem Protagonisten vorwirft, sie zum Narren zu halten. Sie meint, dass er sie nur anbetteln würde, damit sie zu ihm zurückkehre, aber sie sagt auch, dass es bereits ein kleines bisschen zu spät sei und er seine Chance verpasst habe. Weiter wird erzählt, dass er von ihrem Gesicht träumt und dass er immer die richtigen Worte findet, wobei sie meint, dass es falsch ist, was er da tut. Sie liebt sich selbst dafür, die Entscheidung getroffen zu haben, ihn zu verlassen und fordert ihn auf, jemand anderes zu suchen. Sie sagt später aus, dass sie ihn dennoch von ganzem Herzen lieben könne, auch wenn sie ihm mehr gegeben hat als er ihr. Dennoch sagt sie, dass mit einem Player nichts zu tun haben will und dass es Schicksal war, dass diese Entscheidung von ihr getroffen wurde.

## Veröffentlichungen
Der Song wurde erstmals am 15. August 2006, während der Miss-Teen-USA-Show aufgeführt. Des Weiteren folgten Auftritte bei TRL, The Today Show, The Tonight Show, The Ellen DeGeneres Show, The View, CD USA, The Megan Mullally Show, Live with Regis and Kelly, Sessions@AOL und bei Music Choice. Es wurden mehrere Remix-Versionen zum Song produziert, eine davon wurde im Spiel Dance Dance Revolution Hottest Party verwendet.
Es gibt auch eine spanische Version des Liedes, die auf der brasilianischen und europäischen Albumversion enthalten ist.

## Musikvideo
Das Video beginnt mit einer Gegenüberstellung der Sängerin mit ihrem Freund David (gespielt von Mike Zaher), welcher von ihr erwischt wurde, wie er sich während einer Studentenvereinigungsparty mit einem anderen Mädchen unterhielt und dabei Drinks in den Händen hielt. Sie ist danach sehr aufgebracht. In der darauffolgenden Szene sitzt sie in ihrem Zimmer neben einem Fenster. Sie geht durch das Zimmer und betrachtet Fotos, die sie an die Zeit erinnert, welche sie gemeinsam verbracht haben und wie undankbar er in diesen Situationen war. David erhält einen Anruf von ihr, den er ignoriert und stattdessen mit mehreren Mädchen chattet. Sie steht später auf einem Auto, das nur wenige Meter vor Davids Haus steht. Der rennt zu ihr und umarmt sie. Danach setzt Regen ein. Das Ende des Videos spielt vor dem Fenster des Zimmers der Sängerin.
Die Fußballszenen wurden im Weingart Stadium am East Los Angeles College gedreht. Regisseur war Chris Robinson. Am 14. Oktober 2006 erschien das Video erstmals in Großbritannien.

## Kommerzieller Erfolg

### Chartplatzierungen
„Too Little Too Late“ debütierte in den Billboard Hot 100 auf dem 90. Platz. In der fünften Woche kletterte der Song vom 66. Platz auf den dritten Platz der US-Charts und erreichte den drittgrößten Sprung in der Geschichte der Billboard Hot 100. Es ist ihr erster und bislang einziger Song, der die Top Ten und die Top 3 in den Billboard Hot 100 erreicht hat. Dieser Song war der kommerzielle Durchbruch für Jojo.
„Too Little Too Late“ war unter den meistverkauften Songs in den USA im Jahr 2006 auf Platz 10. In den britischen Charts erreichte der Song allein durch Downloadverkäufe Platz 4 der Charts.
| ChartsChartplatzierungen       | Höchstplatzierung | Wochen |
| ------------------------------ | ----------------- | ------ |
| Deutschland (GfK)              | 30 (11 Wo.)       | 11     |
| Österreich (Ö3)                | 40 (12 Wo.)       | 12     |
| Schweiz (IFPI)                 | 53 (15 Wo.)       | 15     |
| Vereinigte Staaten (Billboard) | 3 (22 Wo.)        | 22     |
| Vereinigtes Königreich (OCC)   | 4 (16 Wo.)        | 16     |

| ChartsJahrescharts (2006)      | Platzierung |
| ------------------------------ | ----------- |
| Vereinigte Staaten (Billboard) | 72          |

### Auszeichnungen für Musikverkäufe
| Land/Region                  | Auszeichnungen für Musikverkäufe (Land/Region, Auszeichnung, Verkäufe) | Verkäufe  |
| ---------------------------- | ---------------------------------------------------------------------- | --------- |
| Australien (ARIA)            | Gold                                                                   | 35.000    |
| Brasilien (PMB)              | Gold                                                                   | 30.000    |
| Dänemark (IFPI)              | Gold                                                                   | 7.500     |
| Neuseeland (RMNZ)            | Platin                                                                 | 30.000    |
| Vereinigte Staaten (RIAA)    | Platin                                                                 | 1.000.000 |
| Vereinigtes Königreich (BPI) | Platin                                                                 | 600.000   |
| Insgesamt                    | 3× Gold · 3× Platin ·                                                  | 1.702.500 |

## Coverversionen
- 2007: Daniel Rossen (von Grizzly Bear)
- 2010: Cimorelli